# Sparvvävare
Sparvvävare (Plocepasser) är ett släkte med fåglar i familjen vävare inom ordningen tättingar med fyra arter som förekommer i Afrika söder om Sahara:
- Vitbrynad sparvvävare (P. mahali)
- Brunkronad sparvvävare (P. superciliosus)
- Brunryggig sparvvävare (P. rufoscapilulatus)
- Vitkindad sparvvävare (P. donaldsoni)